# Bahía de Tayabas
Tayabas es una gran bahía situada en el archipiélago de Filipinas, concretamente  en la parte sur de la isla de Luzón, la de mayor superficie entre las de  Filipinas. Varias islas se encuentran en la bahía, la mayor de las cuales es Marinduque.

## Geografía
Se considera parte del mar de Filipinas, a su vez parte del océano Pacífico.
La bahía está bordeada en sus frentes norte y el este por la  Provincia de Quezón, antaño conocida como provincia de Tayabas.
Limita al este con el estrecho de Mongpong; al sur con la isla de Marinduque que le separa del mar de Sibuyán por el estrecho de Tablas;  y al oeste con el estrecho de Isla Verde.
La ciudad de Lucena,  capital de la provincia de Quezón, se encuentra a lo largo de la bahía de Tayabas, donde varias líneas de barco y ferry sirven las rutas marítimas entre Lucena y otros puertos del archipiélago.